# Liste der Naturschutzgebiete im Landkreis Traunstein
Im Landkreis Traunstein gibt es 13 Naturschutzgebiete. Zusammen nehmen sie eine Fläche von etwa 12.528 Hektar im Landkreis ein. Das größte Naturschutzgebiet ist das 1955 eingerichtete Naturschutzgebiet Östliche Chiemgauer Alpen.
| Name                             | Bild | Kennung                   | Kreis                                                | Einzelheiten                                                   | Position | Fläche Hektar | Datum |
| -------------------------------- | ---- | ------------------------- | ---------------------------------------------------- | -------------------------------------------------------------- | -------- | ------------- | ----- |
| Bergener Moos                    |      | NSG-00107.01 WDPA: 162379 | Landkreis Traunstein                                 |                                                                | ⊙        | 109,91        | 1991  |
| Durchbruchstal der Tiroler Achen |      | NSG-00150.01 WDPA: 81566  | Landkreis Traunstein                                 |                                                                | ⊙        | 67,8          | 1997  |
| Endmoränenweiher südlich Asten   |      | NSG-00302.01 WDPA: 162949 | Landkreis Traunstein                                 |                                                                | ⊙        | 6,43          | 1979  |
| Geigelstein                      |      | NSG-00384.01 WDPA: 64683  | Landkreis Rosenheim, Landkreis Traunstein            | LK Rosenheim 1.515,53 ha, LK Traunstein 1.623,57 ha            | ⊙        | 3.139,1       | 1991  |
| Hacken und Rottauer Filz         |      | NSG-00373.01 WDPA: 163467 | Landkreis Rosenheim, Landkreis Traunstein            | LK Rosenheim 24,91 ha, LK Traunstein 339,16 ha                 | ⊙        | 364,07        | 1990  |
| Kendlmühlfilzen                  |      | NSG-00397.01 WDPA: 164053 | Landkreis Traunstein                                 |                                                                | ⊙        | 744,49        | 1992  |
| Mettenhamer Filz                 | BW   | NSG-00046.01 WDPA: 82162  | Landkreis Traunstein                                 |                                                                | ⊙        | 44,96         | 1944  |
| Mündung der Tiroler Achen        |      | NSG-00304.01 WDPA: 30119  | Landkreis Traunstein                                 |                                                                | ⊙        | 1.264,48      | 1987  |
| Östliche Chiemgauer Alpen        |      | NSG-00069.01 WDPA: 4415   | Landkreis Berchtesgadener Land, Landkreis Traunstein | LK Berchtesgadener Land 1.903,90 ha, LK Traunstein 7.853,76 ha | ⊙        | 9.757,66      | 1955  |
| Schönramer Moor                  |      | NSG-00055.01 WDPA: 82551  | Landkreis Traunstein                                 |                                                                | ⊙        | 51,58         | 1950  |
| Seeoner Seen                     |      | NSG-00229.01 WDPA: 165542 | Landkreis Traunstein                                 |                                                                | ⊙        | 139,95        | 1985  |
| Sossauer Filz und Wildmoos       | BW   | NSG-00303.01 WDPA: 82606  | Landkreis Traunstein                                 |                                                                | ⊙        | 245,51        | 1987  |
| Süssener und Lanzinger Moos      | BW   | NSG-00070.01 WDPA: 82678  | Landkreis Traunstein                                 |                                                                | ⊙        | 36,45         | 1955  |
| Legende für Naturschutzgebiet    |      |                           |                                                      |                                                                |          |               |       |